# Proof-of-stake
A Proof-of-stake (PoS) protokollok a blokkláncok konszenzusos mechanizmusainak egy osztálya, amelyek úgy működnek, hogy a validátorokat a kapcsolódó kriptovaluta tulajdonuk mennyiségével arányosan választják ki. Azért így, mert ezzel elkerülhető a proof-of-work (POW) konszenzus mechanizmus magas számítási költsége. A PoS első működőképes kriptovaluta felhasználása a Peercoin volt még 2012-ben, habár a mechanizmus inkább a POW-ra hasonlított.

## Leírás
Egy blokklánc-tranzakció elismeréséhez azt fel kell fűzni a blokkláncra. A proof-of-stake blokklánc hálózaton résztvevő entitásokat mintereknek (szabatos fordításban pénzverőknek) vagy más néven validátorokonak (a proof-of-work blokkláncokban ezt a feladatot a bányászok látják el) nevezzük. A legtöbb protokollban a validátorok jutalmat kapnak a tevékenységért. Ahhoz, hogy a blokklánc biztonságos maradjon, rendelkeznie kell egy olyan mechanizmussal, amely megakadályozza, hogy egy rosszindulatú felhasználó vagy csoport átvegye az ellenőrzést a hálózat felett. A PoS ezt úgy éri el, hogy megköveteli, hogy a validátorok rendelkezzenek bizonyos mennyiségű blokklánc-tokennel, valamint a potenciális támadóknak birtokolniuk kell a blokkláncon lévő tokenek nagy részét a támadás kivitelezéséhez.
A proof-of-work (PoW), egy másik gyakran használt konszenzus mechanizmus, a számítási kapacitás érvényesítését használja a tranzakciók ellenőrzésére, ami megköveteli a potenciális támadótól, hogy megszerezze az érvényesítő hálózat számítási teljesítményének nagy részét. Ez hatalmas mennyiségű energia fogyasztását ösztönzi. A PoS ezzel szemben energiatakarékosabb.
A korai PoS-megvalósításokat számos támadási forma sújtotta, amelyek kihasználták a PoS-protokollok egyedi sebezhetőségeit. Végül két domináns struktúra terjedt el: az úgynevezett bizánci hibatűrés és a lánc alapú megközelítés. Bashir három további PoS típust azonosít:
- bizottság alapú PoS (más néven nominált PoS, NPoS),
- delegált proof-of-stake (DPoS);
- likvid proof-of-stake (LPoS).

## Támadási forgatókönyvek PoS ellen
A PoS sémák további sebezhetőségei közvetlenül összefüggenek az előnyükkel, ami a blokklánc felépítése során végrehajtandó viszonylag kevés elvégzendő számítást jelenti.

### Távolsági támadások
Az alacsony számítási teljesítmény lehetővé teszi a támadások egy olyan osztályát, amely a fő blokklánc nem elhanyagolható részét egy eltérített verzióval helyettesíti. Ezeket a támadásokat a szakirodalom különböző neveken nevezi: Long-Range, Alternative History, Alternate History, History Revision. A PoW sémákban megvalósíthatatlanok ezek a támadási formák a szükséges számítások óriási nagysága miatt. A blokklánc korai szakaszai sokkal kitettek az újraírásra, mivel valószínűleg sokkal kisebb érdekelt felek vesznek részt a hálózaton, ami leegyszerűsíti az összejátszást a felek között. Ha a blokkonkénti és tranzakciónkénti jutalmak felajánlásra kerlnek, akkor a rosszindulatú csoport például újraírhatja a teljes tranzakciós előzményt, és begyűjtheti ezeket a jutalmakat.
A klasszikus „rövid hatótávolságú” támadás (vesztegetési támadás), amely a láncnak csak egy kis farokrészét írja át, szintén kivitelezhető.

### Nothing at stake támadás
Mivel a validátoroknak nem kell jelentős számítási teljesítményt (és így pénzt) költeni a folyamatra, a PoS hálózatok hajlamosak a Nothing-at-Take támadásra: a sikeres validálásban való részvétel növeli a validátor bevételét, így a validátorok beépített ösztönzést kapnak, hogy elfogadják az összes hozzájuk beérkező blokklánc forkot, ezzel növelve a validátori díj megszerzésének esélyét. A PoS mechanizmusok lehetővé teszik a blokklánc alternatívák alacsony költségű létrehozását a történetének bármely pontjáról (költségmentes szimuláció), ezeknek a forkoknak a lelkes érvényesítőknek való benyújtása veszélyezteti a rendszer stabilitását. Ha ez a helyzet továbbra is fennáll, akkor lehetővé válhat a dupla költés, ahol egy digitális pénzeszköz többször is elkölthető. Ez enyhíthető az egymással konfliktusban lévő láncokat érvényesítő validátorok büntetésével, vagy a jutalmak olyan szintű strukturálásával, hogy ne legyen gazdasági ösztönző a konfliktusok kialakulására. A bizánci hibatűrés alapú PoS-t általában robusztusnak tartják ezzel a fenyegetéssel szemben.

### Vesztegetési támadás
A vesztegetési támadás, amelynek során a támadók pénzügyileg rábírnak néhány validátort, hogy hagyják jóvá a blokklánc forkjukat, a PoS-ban fejlettebb. A tranzakciós történet nagy részének újraírása lehetővé teheti az olyan korábbi gazdag érdekelt felek összejátszását, akik már nem tartanak stake-ben jelentős összegeket, hogy így egy korábbi dátumra visszamenve megszerezzék a szükséges többséget, és növeljék az alternatív blokkláncot, amely az alacsony működési költséggel lehetséges. A PoS blokkláncokon nincs számottevő költsége a blokkok lánchoz adásának.

## Változatai

### Lánc alapú PoS
Ez lényegében a PoW mechanizmus egy olyan módosítása, ahol a verseny alapja nem a nyers erő alkalmazása az azonos rejtvény legrövidebb idő alatt történő megfejtésére, hanem a feladvány nehézségének változtatása a résztvevő stake-jétől függően:
{\displaystyle Hash(ProposedNewBlock||ClockTime)<target*StakeValue}
A rejtvény megoldásához szükséges kisebb számítási mennyiség a nagy értékű stake tulajdonosok számára segít elkerülni a túlzott hardverhasználatot.

### Nominált PoS (NPoS)
A „bizottsági alapú” néven is ismert mechanizmus egy validátor bizottság megválasztását foglalja magában ellenőrizhető véletlenszerű függvényt használva azzal a valószínűséggel, hogy magasabb stake esetén választják meg validátornak. A validátorok ezután véletlenszerűen felváltva állítják elő a blokkokat. Az NPoS-t az Ouroboros Praos és a BABE használja.

### BFT-alapú PoS
A BFT PoS "epoch" (ami egy blokk hozzáadását jelenti a blokklánchoz) vázlata a következő:
1. A „propagáló” egy „propagált blokkkal” véletlenszerűen kerül kiválasztásra úgy, hogy hozzáadjuk az ideiglenes készlethez, amely csak egy konszenzusos blokk kiválasztására szolgál.
2. A többi résztvevő, a validátorok megkapják a készletet, hitelesítik és szavaznak egyre.
3. A legtöbb szavazatot kapott blokk véglegesítéséhez a BFT konszenzust használják.

A rendszer mindaddig működik, amíg az érvényesítők legfeljebb egyharmada tisztességtelen. A BFT-sémákat a Tendermint és a Casper FFG használja.

### Delegált proof-of-stake (DPoS)
A delegált proof-of-stake rendszerek kétlépcsős eljárást alkalmaznak: először az érdekelt felek stake-jük arányában szavazva választanak egy validátor bizottságot, avagy a tanúkat, majd a tanúk round-robin ütemezésen vesznek részt így propagálva új blokkokat, amelyeket aztán a tanúk megszavaznak, általában BFT-szerű módon. Mivel a DPoS-ben kevesebb validátor található, szemben sok más PoS-mechanizmussal, a konszenzus gyorsabban kialakítható. A sémát számos láncban használják, beleértve az EOS-t, a Lisk-et és a Tron-t.

### Likvid proof-of-stake (LPoS)
A likvid PoS-ban bárki, akinek stake-je van, validátornak nyilváníthatja magát, de a kis stake tulajdonosok számára célszerű szavazati jogukat nagyobb résztvevőkre delegálni bizonyos előnyökért (például időszakos kifizetésekért) cserébe. Létrejön egy piac, ahol az validátorok versenyeznek a díjak, a reputáció és egyéb tényezőkért. A tokentulajdonosok bármikor áttehetik támogatásukat egy másik validátorra. Az LPoS-t a Tezos használja.

### A „stake” definíciója
A „stake” pontos meghatározása megvalósításonként eltérő. Egyes kriptovaluták például az „érme kora” fogalmát használják, amely a tokenek számának és az egy felhasználó által birtokolt időtartamnak a szorzata, nem pedig pusztán a tokenek számának meghatározásakor a validátorok stake-jének meghatározásához.

## Megvalósítások
A proof-of-stake kriptovaluta első működő implementációja Peercoin volt, amelyet 2012-ben indítottak el. Más kriptovaluták, mint például a Blackcoin, az Nxt, a Cardano és az Algorand következtek szintén proof-of-stake rendszert hasznosít.
2022 szeptemberében Ethereum, a világ második legnagyobb pici értékű kriptovalutája, számos fejlesztési javaslat és némi késést követően átállt a proof-of-work mechanizmusról a proof-of-stake konszenzus mechanizmusra.

## Problémák

### Biztonság
Egyes kritikusok azzal érvelnek, hogy a proof-of-stake modell kevésbé biztonságos, mint a proof-of-work alapú. A proof-of-stake azonban megfelelően kialakított gazdasági ösztönzők (például "slashing") segítségével a proof-of-workhöz hasonlóan ellenérdekeltté teheti a hálózati szereplőket a csalásban.

### Koncentráció
A kritikusok azzal is érvelnek, hogy a proof-of-stake valószínűleg a kriptovaluta blokkláncainak központosodását fogja eredményezni, szemben a proof-of-workkel, mivel a hálózatok a nagy mennyiségű kriptovalutával rendelkező felhasználókat részesíti előnyben, ami viszont ahhoz vezethet, hogy a nagy mennyiségű kriptovalutával rendelkező felhasználók jelentős befolyást gyakorolhatnak a kriptovaluta blokklánc irányítására, tokenárfolyamára és jövőjére.

## Energiafogyasztás
2021-ben a Londoni Egyetem tanulmánya megállapította, hogy a proof-of-work konszenzuson alapuló Bitcoin energiafogyasztása általában ezerszer magasabb, mint a legnagyobb fogyasztású proof-of-stake rendszeré. A kutatók azt is megjegyezték, hogy a kevesebb validátort használó engedélyköteles proof-of-stake rendszerek energiafelhasználása hatékonyabb, mint az engedély nélküli rendszerek, amelyek egyáltalán nem használnak validátorokat.
2022 januárjában Erik Thedéen, az Európai Értékpapír-piaci Hatóság alelnöke felszólította az EU-t, hogy tiltsa be a proof-of-work konszenzus mechanizmust, és favorizálja a proof-of-stake modellt annak alacsonyabb energiafogyasztása miatt.
2022. szeptember 15-én az Ethereum átállt proof-of-work konszenzusos mechanizmusról proof-of-stake modellre, aminek folyamata „Merge” néven vált ismertté. Ez 99%-kal csökkentette az Ethereum energiafelhasználását.

## Fordítás
Ez a szócikk részben vagy egészben  a   Proof of stake című angol Wikipédia-szócikk ezen változatának fordításán alapul.  Az eredeti cikk szerkesztőit annak laptörténete sorolja fel. Ez a jelzés csupán a megfogalmazás eredetét és a szerzői jogokat jelzi, nem szolgál a cikkben szereplő információk forrásmegjelöléseként.